# گروه چاینا مدیا
گروه چاینا مدیا (انگلیسی: China Media Group) شرکت سرگرمی چینی است، که در سال ۲۰۰۶ تأسیس شد.